# Freisingbach
Der Freisingbach ist ein rund 8,2 Kilometer langer, rechter Nebenfluss der Kainach in der Steiermark. Sein Lauf bildet die Grenze zwischen der Gemeinde Kainach bei Voitsberg und der Stadtgemeinde Bärnbach.

## Name
Der Bach wird als Freusnitz erstmals urkundlich erwähnt (1268–1269). Der Name leitet sich vom slawischen Wort *brusъ für 'Wetzstein' und der Endung -itz ab.

## Verlauf
Der Freisingbach entsteht im Nordwesten der Stadtgemeinde Bärnbach, im nordwestlichen Teil der Katastralgemeinde Piberegg, südlich des Hofes Wascher, am nördlichen Hang des Hirtlkogels, direkt an der Grenze zum westlichen Teil der Katastralgemeinde Kainach der Gemeinde Kainach bei Voitsberg. Er fließt im Oberlauf in wenig ausgeprägten Talschlingen und im Unterlauf in einem flachen Rechtsbogen und kurz vor seiner Mündung noch in einem Linksbogen insgesamt nach Südosten und bildet dabei die Gemeindegrenze zwischen Bärnbach und Kainach bei Voitsberg. Direkt an der Grenze der Katastralgemeinden Kohlschwarz und Bärnbach mündet er westlich der  Piberegg Rollsiedlung und im Norden des Bärnbacher Stadtteiles Kleinkainach etwa 30 Meter westlich der L341 in die Kainach, die kurz danach nach links abbiegt.
Auf seinem Lauf nimmt der Freisingbach zwei größere benannte sowie mehrere kleine unbenannte Wasserläufe auf.
| Zuläufe und Bauwerke \| Freisingbach \| Freisingbach \| Freisingbach \| \| ------------ \| ------------ \| --------------------- \| \| Legende \| \| \| \| Bärnbach \| \| Kainach bei Voitsberg \| \| \| \| \| \| \| \| \| \| \| \| \| \| \| \| \| \| \| \| \| \| Leitnerbach \| \| \| \| Spitzbach \| \| \| \| \| \| \| \| \| \| \| \| Kainach \| \| \| |  |                       |
| Freisingbach |  |                       |
| Legende |  |                       |
| Bärnbach |  | Kainach bei Voitsberg |
| |  |                       |
| |  |                       |
| |  |                       |
| |  |                       |
| |  |                       |
| Leitnerbach |  |                       |
| Spitzbach |  |                       |
| |  |                       |
| |  |                       |
| Kainach |  |                       |